# Tahir Hamut Izgil
Tahir Hamut Izgil (1969 Kašgar, provincie Sin-ťiang) je ujgurský spisovatel, filmový režisér, aktivista. Je známý svými básněmi a filmy ovlivněnými ujgurským životem, patří k významným moderním ujgurským básníkům.

## Život a dílo
Narodil se v rolnické rodině v Kašgaru v západočínské oblasti Sin-ťiang, kde i vyrostl Získal vládní stipendium na Minzu University of China, na univerzitě pro národnostní menšiny v Pekingu. Byl jedním z prvních ujgurských básníků, kteří získali plně dvojjazyčné vzdělání – v ujgurštině i mandarínštině. Na vysoké škole se začal zajímat o západní filozofii, evropskou a americkou literaturu, avantgardní čínskou poezii aj. Po dokončení studií se vrátil do Sin-ťiangu, pracoval jako učitel mandarínštiny a začal psát avantgardní poezii spolu s Perhatem Tursunem a dalšími básníky ujgurského básnického hnutí.
V roce 1996 se rozhodl studovat v Turecku, ale byl zatčen při pokusu opustit Čínu a tři roky internován. Po propuštění založil produkční společnost a pracoval od roku 1998 mimo státní systém jako režisér. Natáčel celovečerní filmy, dokumenty, hudební videa a reklamní filmy. Režíroval například drama The Moon Is a Witness (Měsíc je svědkem), nebo krátký film Beautiful Lover (Krásná milenka). V roce 2010 pracoval jako jeden z hlavních lektorů na filmovém oddělení Uměleckého institutu Sin-ťiang v Urumči. Od roku 2005 natáčel lyrickou poezii a narativní dokumenty, jedním z jeho projektů se stal výběr lidových písní kucha.
Pokračoval i v psaní básní. Anglické překlady jeho poezie byly publikovány v různých časopisech, například The New York Review of Books, Asymptote, Berkeley Poetry Review. Jeho básně byly také přeloženy do čínštiny, japonštiny, turečtiny, švédštiny, francouzštiny a dalších jazyků. V roce 2017, kdy čínská vláda zahájila masové zadržování Ujgurů, uprchl se svou rodinou do Spojených států amerických. Ve svém exilu pokračoval v psaní poezie, ale už v menší míře.
Své zkušenosti ze zacházení s Ujgury v Číně a svou emigraci do USA popsal v knize Čekám, až si pro mě v noci přijdou: Zápisky ujgurského básníka z čínské genocidy, která vyšla v roce 2023. Tato kniha získala v roce 2023 cenu National Book Critics Circle Johna Leonarda za nejlepší debutovou knihu. V roce 2024 obdržel autor mezinárodní cenu Václava Havla za tvůrčí disent. V témže roce Získal také švédskou literární cenu Cikada za poezii a v roce 2024 Mooreovu cenu za psaní o lidských právech.
Aktivně vystupuje proti pronásledování Ujgurů čínskou vládou. Vystoupil mimo jiné s projevem na akci amerického ministerstva zahraničí s názvem Ministerská akce pro rozvoj náboženské svobody, která se zaměřila na řešení náboženského pronásledování po celém světě. Výsledkem bylo vydání Prohlášení o znepokojení ohledně náboženského pronásledování v Číně a dalších zemích. V roce 2018 založila v Istanbulu skupina 25 ujgurských spisovatelů Světovou unii ujgurských spisovatelů, jehož předsedou byl zvolen Tahir Hamut Izgil. Stal se i filmovým producentem v Rádiu Svobodná Asie, které se aktivně věnuje dokumentaci pronásledování Ujgurů v Číně.

### Česky vydané knihy
- Čekám, až si pro mě v noci přijdou: Zápisky ujgurského básníka z čínské genocidy, 2024 (Waiting to Be Arrested at Night: A Uyghur Poet's Memoir of China's Genocide, 2023)[16]